# Anna Wielgosz
Anna Wielgosz z domu Sabat (ur. 9 listopada 1993 w Nisku) – polska lekkoatletka specjalizująca się w biegach średniodystansowych, szczególnie w biegu na 800 metrów. Mistrzyni Polski z 2018, 2019, 2022, 2023 i 2024. Olimpijka (2020, 2024), Brązowa medalistka Mistrzostw Europy w Monachium (2022). Halowa mistrzyni Europy z Apeldoorn (2025).

## Życiorys
Pochodzi z Jeżowego. W wieku 12 lat rozpoczęła treningi lekkoatletyczne w Sparcie Stalowa Wola. Po raz pierwszy wystartowała na imprezie rangi mistrzostw Polski w 2008. Od 2012 co sezon startowała na mistrzostwach Polski różnych kategorii wiekowych na otwartym stadionie, w latach 2013–2017 ponadto występowała w czempionatach biegów przełajowych. Pierwszymi zawodami mistrzowskimi poza Polską były dla niej mistrzostwa Europy w 2018, w których zajęła piąte miejsce w biegu na 800 metrów. Rok później w tej samej konkurencji odpadła w półfinale mistrzostw świata, wynik ten powtarzając również na halowych mistrzostwach Europy dwa lata później. Wzięła udział w Letnich Igrzyskach Olimpijskich 2020, odpadając w biegu eliminacyjnym na dystansie 800 metrów.
Absolwentka jeżowskiego liceum ogólnokształcącego. Z zawodu technik masażysta, ukończyła fizjoterapię na Uniwersytecie Rzeszowskim. 18 grudnia 2020 wyszła za mąż za Marcina Wielgosza.
Rekord życiowy: bieg na 800 metrów (stadion) – 1:58,69 (24 czerwca 2025, Ostrawa); bieg na 800 metrów (hala) – 2:00,34 (23 marca 2025, Nankin).

## Osiągnięcia
| Rok  | Impreza                                 | Miejsce   | Konkurencja        | Pozycja    | Wynik   |
| ---- | --------------------------------------- | --------- | ------------------ | ---------- | ------- |
| 2017 | IAAF World Relays                       | Nassau    | sztafeta 4 × 800 m | 4. miejsce | 8:24,71 |
| 2018 | Athletics World Cup                     | Londyn    | bieg na 800 m      | 5. miejsce | 2:02,93 |
| 2018 | Mistrzostwa Europy                      | Berlin    | bieg na 800 m      | 5. miejsce | 2:01,26 |
| 2018 | Puchar interkontynentalny               | Ostrawa   | bieg na 800 m      | 6. miejsce | 2:04,43 |
| 2019 | Superliga drużynowych mistrzostw Europy | Bydgoszcz | bieg na 800 m      | 6. miejsce | 2:02,36 |
| 2019 | Mistrzostwa świata                      | Doha      | bieg na 800 m      | półfinał   | 2:04,00 |
| 2021 | Halowe mistrzostwa Europy               | Toruń     | bieg na 800 m      | półfinał   | 2:05,29 |
| 2021 | Igrzyska olimpijskie                    | Tokio     | bieg na 800 m      | eliminacje | 2:03,20 |
| 2022 | Mistrzostwa świata                      | Eugene    | bieg na 800 m      | półfinał   | 2:00,51 |
| 2022 | Mistrzostwa Europy                      | Monachium | bieg na 800 m      | 3. miejsce | 1:59,87 |
| 2023 | Mistrzostwa świata                      | Budapeszt | bieg na 800 m      | eliminacje | 2:03,61 |
| 2024 | Halowe mistrzostwa świata               | Glasgow   | bieg na 800 m      | eliminacje | 2:01,58 |
| 2024 | Mistrzostwa Europy                      | Rzym      | bieg na 800 m      | 6. miejsce | 1:59,99 |
| 2024 | Igrzyska olimpijskie                    | Paryż     | bieg na 800 m      | repasaże   | 2:05,77 |
| 2025 | Halowe mistrzostwa Europy               | Apeldoorn | bieg na 800 m      | 1. miejsce | 2:02,09 |
| 2025 | Halowe mistrzostwa świata               | Nankin    | bieg na 800 m      | 5. miejsce | 2:00,34 |
| 2025 | I dywizja drużynowych mistrzostw Europy | Madryt    | bieg na 800 m      | 5. miejsce | 2:00,10 |